# Lexington Challenger 2025
Il Lexington Challenger 2025 è stato un torneo di tennis professionistico maschile e femminile. È stata la 30ª edizione del torneo maschile, facente parte della categoria Challenger 75 nell'ambito dell'ATP Challenger Tour 2025, con un montepremi di 100 000 $. È stata invece la 28ª edizione del torneo femminile, facente parte della categoria W75 con un montepremi di 60 000 $. Si sono giocati entrambi dal 28 luglio al 3 agosto 2025 sui campi in cemento del Top Seed Tennis Club di Lexington, negli Stati Uniti.

## Partecipanti

### Teste di serie
| Nazionalità | Giocatore           | Ranking* | Testa di serie |
| ----------- | ------------------- | -------- | -------------- |
| Stati Uniti | Nishesh Basavareddy | 112      | 1              |
| Stati Uniti | Eliot Spizzirri     | 131      | 2              |
| Regno Unito | Daniel Evans        | 144      | 3              |
| Danimarca   | August Holmgren     | 146      | 4              |
| Regno Unito | Billy Harris        | 148      | 5              |
| Stati Uniti | Zachary Svajda      | 153      | 6              |
| Stati Uniti | Christopher Eubanks | 155      | 7              |
| Libano      | Hady Habib          | 174      | 8              |

* Ranking al 21 luglio 2025.

### Altri partecipanti
I seguenti giocatori hanno ricevuto una wild card per il tabellone principale:
- Samir Banerjee
- Antoine Ghibaudo
- Eliot Spizzirri

Il seguente giocatore è entrato in tabellone con il ranking protetto:
- Lloyd Harris

Il seguente giocatore è entrato in tabellone come special exempt:
- Andres Martin

Il seguente giocatore è entrato in tabellone nell'ambito del College Accelerator Programme:
- Michael Zheng

Il seguente giocatore è entrato in tabellone nell'ambito dello Junior Accelerator Programme:
- Rei Sakamoto

Il seguente giocatore è entrato in tabellone nell'ambito del Next Gen Accelerator Programme:
- Zhou Yi

Il seguente giocatore è entrato in tabellone come alternate:
- Andrés Andrade

I seguenti giocatori sono passati dalle qualificazioni:
- Ryuki Matsuda
- Aidan Mayo
- Alex Rybakov
- Stefan Dostanic
- Dhakshineswar Suresh
- Giles Hussey

## Punti e montepremi
| Torneo    | Torneo              | V     | F     | SF    | QF    | 2T    | 1T  | Q | Q2  | Q1  |
| Singolare | Punti               | 75    | 44    | 22    | 12    | 6     | 0   | 4 | 2   | 0   |
| Singolare | Premi in denaro ($) | 9 880 | 5 820 | 3 450 | 2 000 | 1 165 | 720 | – | 360 | 185 |
| Doppio    | Punti               | 75    | 44    | 22    | 12    | –     | 0   | – | –   | –   |
| Doppio    | Premi in denaro ($) | 4 250 | 2 450 | 1 480 | 880   | –     | 500 | – | –   | –   |

## Campioni

### Singolare maschile
Zachary Svajda ha sconfitto in finale  Bernard Tomić con il punteggio di 2–6, 6–3, 6–2.

### Singolare femminile
Wang Xiyu ha sconfitto in finale  Janice Tjen con il punteggio di 3–6, 6–2, 6–4.

### Doppio maschile
Anirudh Chandrasekar /  Ramkumar Ramanathan hanno sconfitto in finale  Hsu Yu-hsiou /  Huang Tsung-hao con il punteggio di 6–4, 6–4.

### Doppio femminile
Ayana Akli /  Eryn Cayetano hanno sconfitto in finale  Elvina Kalieva /  Alana Smith con il punteggio di 4–6, 6–2, [10–4].